# Bizarro World
Bizarro World, aussi nommée Htrae (pour Earth, la Terre en anglais, à l'envers), est une planète de fiction de l'univers de DC Comics. Introduite dans les années 1960, Htrae est une planète en forme de cube, où habitent Bizarro et ses compagnons, qui sont d'abord des versions « Bizarro » de Superman, Loïs Lane et leurs enfants, et plus tard d'autres personnages comme Batzarro, le pire détective du monde.
Dans la culture populaire américaine, sous l'influence de la série télévisée Seinfeld, « Bizarro World » a fini par désigner une situation ou un décor qui est bizarrement inversé ou à l'opposé des attentes.

## Apparitions dans d'autres médias

### Télévision
- Bizarro World est dépeint dans plusieurs épisodes de la série animée Le Plein de super : "The Revenge of Bizarro" en 1980, "Bizarowurld" en 1981 et "The Bizarro Super Powers Team" en 1985.
- Dans l'épisode "Bizarro's World" de la série Superman, l'Ange de Metropolis, Bizarro découvre la Forteresse de la Solitude où il découvre son "origine". Plus tard, Superman donne à Bizarro son propre monde à protéger, une planète avec une végétation et un ciel vert montrant une planète proche ressemblant à Saturne et plusieurs autres lunes. Bizarro est assez astucieux pour réaliser qu'il pourrait être piégé quand il se plaint "Moi déteste planète. Elle est vide. Comment moi peut-être protecteur quand moi a personne à protéger ?" Cependant, Superman affirme qu'il a réfléchi à ce problème et qu'il autorise Bizzaro à adopter une des espèces en danger de la Forteresse, que Bizarro nomme justement "Krypto". Dans l’épisode suivant, "Little Big Head Man", Bizarro a peuplé son monde de mannequins constitués de rochers et de brindilles, et prétend "protéger" la population.

### Film
- Le Bizarro World apparaît dans Lego DC Comics Super Heroes : La Ligue des Justiciers contre la Ligue des Bizarro. Ici, Bizarro est envoyé dans le Bizarro World par Superman pour le garder hors des problèmes.